# Pethidin
Pethidin oder Meperidin (in den USA auch als meperidine bezeichnet) ist das älteste vollsynthetische Opioid. Es wurde im Juli 1937 von Otto Schaumann und Otto Eisleb bei den I.G. Farben (Werk Hoechst) erstmals synthetisiert. 1939 wurde das morphinähnlich wirkende Piperidinderivat (in Form des Hydrochloridsalzes) für die medizinische Verwendung unter dem Handelsnamen Dolantin in den Markt eingeführt. Pethidin gehörte unter anderem zu den zur sogenannten Prämedikation vor operativen Eingriffen eingesetzten Arzneimitteln. Während Pethidin in Deutschland mit dem Aufkommen neuerer Präparate an Bedeutung verlor, ist es weltweit nach wie vor eines der wichtigsten starken Analgetika. Pethidin besitzt eine gewisse chemisch-strukturelle Ähnlichkeit zu dem Naturstoff Morphin, ist jedoch weniger potent.

## Eigenschaften
Schaumann und Eisleb erhielten das Pethidin beim Versuch, Spasmolytika in Anlehnung an das Alkaloid Atropin herzustellen. Die durch Verlegung der basischen Gruppe in den Säureteil der Atropinstruktur neu erhaltene Struktur hatte nicht nur eine direkte spasmolytische Wirkung an der glatten Muskulatur, sondern auch eine morphinähnliche analgetische Wirkung. Bei Mäusen bewirkte Pethidin wie Morphin eine S-förmige Krümmung des Schwanzes. Pethidin hat mit Morphin das quartäre C-Atom und dessen Abstand zum basischen Stickstoff gemeinsam.

Chemische Strukturformeln von Atropin (1), Pethidin (2) und Morphin (3) im Vergleich

## Synthese
Pethidin (3) kann in einer zweistufigen Synthese hergestellt werden. Im ersten Schritt erfolgt ausgehend von Benzylcyanid (1) und Bis(chlorethyl)-methylamin (2) in Gegenwart von Natriumamid die Cyclisierung zum Piperidinring (Das Zwischenprodukt ist das Pethidin-Intermediat A). Danach erfolgt die Bildung des Esters aus der Nitrilfunktion.

## Pharmakologie
Pethidin ist ein Agonist an den µ-Rezeptoren, seine Wirkung, Nebenwirkungen und Wechselwirkungen sind daher dem Morphin recht ähnlich. Allerdings bestehen einige relevante Unterschiede und Besonderheiten im Gegensatz zum Morphin:
1. Pethidin bildet durch Demethylierung am Stickstoff den aktiven Metaboliten Norpethidin, welcher im Körper kumuliert und Krampfanfälle auslösen kann. Pethidin eignet sich daher nur als Analgetikum bei akuten Schmerzen, nicht zur Dauertherapie.
2. Pethidin verursacht eher Tachykardien als Bradykardien.
3. Pethidin ist bei postoperativem Zittern (englisch shivering) deutlich wirksamer als Morphin oder Piritramid, was in der postoperativen Schmerztherapie ausgenutzt werden kann.
4. Die Wirkdauer ist mit 2 bis maximal 4 Stunden für ein Opioid eher kurz.
5. Pethidin hemmt zudem die Wiederaufnahme der Neurotransmitter Dopamin und Noradrenalin, indem es deren Transporter in ihrer Funktion blockiert.[11]

Nach intravenöser Gabe wird die maximale Wirkung innerhalb von 3–10 Minuten erreicht, nach intramuskulärer Gabe in 20–40 Minuten. Eine orale (als Tropfen) oder rektale (als Suppositorium) Applikation ist, bei guter Bioverfügbarkeit, ebenfalls möglich.
Pethidin und seine Metaboliten werden vorwiegend über die Nieren ausgeschieden.
Da Pethidin nur eine 0,1 bis 0,2-fache Morphinpotenz besitzt, beträgt die übliche Einzeldosis 50–100 mg i. m. oder 25–50 mg i. v. Eine Wiederholung ist nach 3–6 Stunden möglich, eine Tagesdosis von 500 mg sollte jedoch nicht überschritten werden. Im Gegensatz zu anderen Opioiden, die einen Spasmus des Sphincter oddi (Papilla vateri) auslösen können, wird Pethidin in der Schmerztherapie von Koliken bei Cholelithiasis eingesetzt.

## Analytik
Für die zuverlässige qualitative Bestimmung des Pethidins bei pharmakodynamischen oder forensischen Fragestellungen wird die Kopplung der Massenspektrometrie mit der Gaschromatographie und der Liquidchromatographie eingesetzt. Als Untersuchungsmaterial können Blut, Serum, Plasma, Urin, Finger- oder Fußnägel oder Haare nach adäquater Probenvorbereitung verwendet werden.

## Rechtsstatus in Deutschland

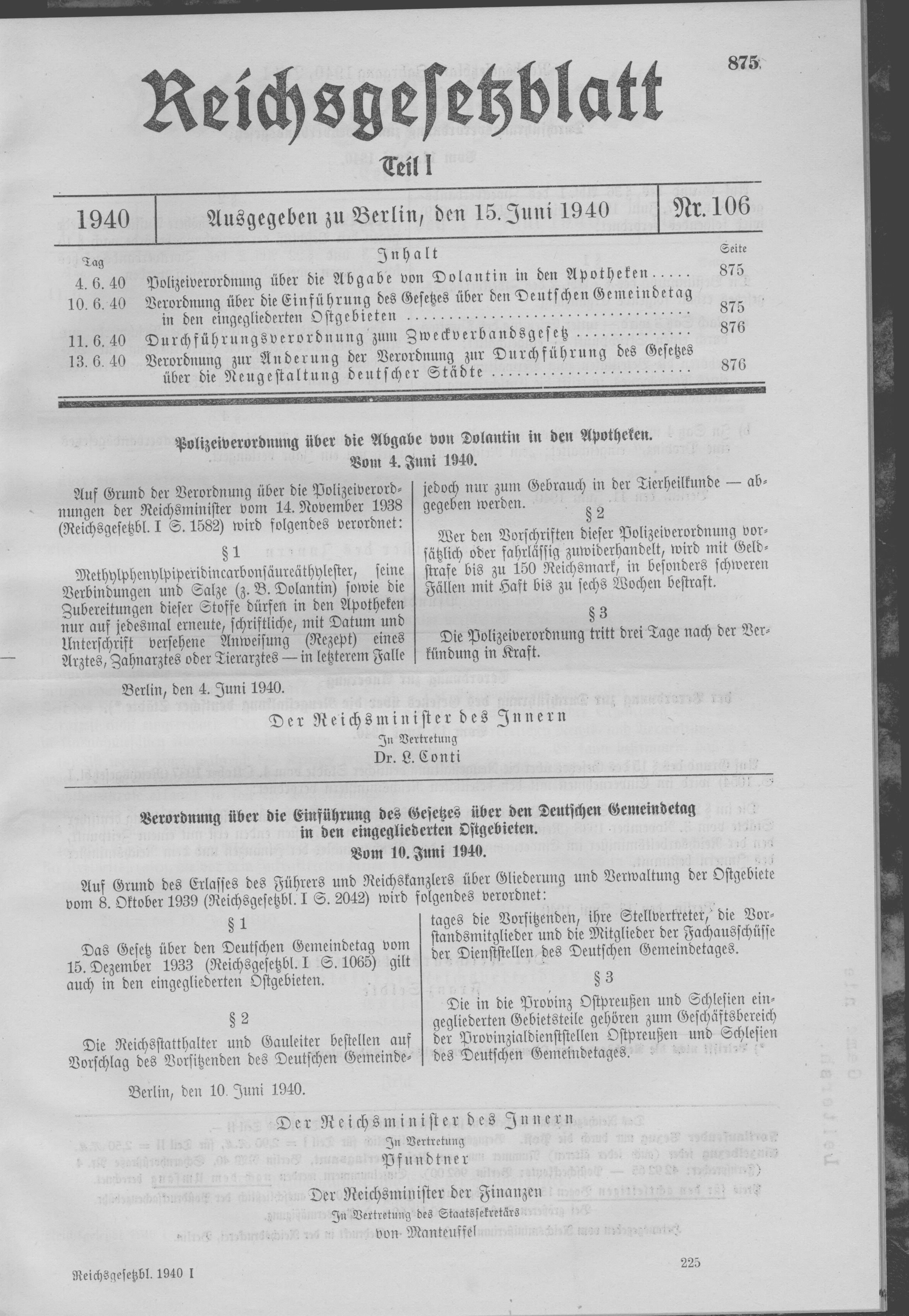
Polizeiverordnung über die Abgabe von Dolantin in den Apotheken vom 4. Juni 1940

Pethidin ist in der Bundesrepublik Deutschland aufgrund seiner Aufführung in der Anlage 3 des BtMG ein verkehrsfähiges und verschreibungsfähiges Betäubungsmittel. Der Umgang ohne Erlaubnis oder Verschreibung ist grundsätzlich strafbar.

## Handelsnamen
Alodan (A), Demerol (USA), Dolantin, Dolcontral (D), Pethidin (D, CH)